# Stylogyne lasseri
Stylogyne lasseri är en viveväxtart som först beskrevs av Cyrus Longworth Lundell, och fick sitt nu gällande namn av J.J. Pipoly. Stylogyne lasseri ingår i släktet Stylogyne och familjen viveväxter. Inga underarter finns listade i Catalogue of Life.